# Cacicus
Genre
Cacicus est un genre d'oiseaux de la famille des Icteridae.

## Liste des espèces
Selon la classification de référence du Congrès ornithologique international (version 14.1, 2024) :
- Cacicus cela (Linnaeus, 1758) - Cassique cul-jaune
  - Cacicus cela cela (Linnaeus, 1758)
  - Cacicus cela flavicrissus (Sclater, PL, 1860)
  - Cacicus cela vitellinus (Lawrence, 1864)
- Cacicus chrysonotus (d'Orbigny & Lafresnaye, 1838) - Cassique montagnard
  - Cacicus leucoramphus chrysonotus (d'Orbigny & Lafresnaye, 1838)
  - Cacicus leucoramphus leucoramphus (Bonaparte, 1845)
  - Cacicus leucoramphus peruvianus (Zimmer, JT, 1924)
- Cacicus chrysopterus (Vigors, 1825) - Cassique à épaulettes
- Cacicus haemorrhous (Linnaeus, 1766) - Cassique cul-rouge
  - Cacicus haemorrhous affinis (Swainson, 1834)
  - Cacicus haemorrhous haemorrhous (Linnaeus, 1766)
  - Cacicus haemorrhous pachyrhynchus (von Berlepsch, 1889)
- Cacicus koepckeae (Lowery & O'Neill, 1965) - Cassique de Koepcke
- Cacicus latirostris (Swainson, 1838) - Cassique à queue frangée
- Cacicus microrhynchus (Sclater, PL & Salvin, 1865) - Cassique à bec mince
  - Cacicus microrhynchus microrhynchus (Sclater, PL & Salvin, 1865)
  - Cacicus microrhynchus pacificus (Chapman, 1915)
- Cacicus oseryi (Deville, 1849) - Cassique casqué
- Cacicus sclateri (Dubois, AJC, 1887) - Cassique d'Equateur
- Cacicus solitarius (Vieillot, 1816) - Cassique solitaire
- Cacicus uropygialis (Lafresnaye, 1843) - Cassique à dos rouge